# Svenska bostadskreditkassan
Svenska bostadskreditkassan var en efter beslut av Sveriges riksdag 1929 inrättad organisation för att tillgodose behovet av låneinstitut som möjliggjorde möjligheten till belåning av bostadsfastigheter i städer och stadsliknande samhällen. Man gjorde utlåningar till såväl hyreshus som kooperativa bostadshus och egnahem. Man tillät en högre belåning än den 1909 inrättade Konungariket Sveriges stadshypotekskassa med belåning på upp till 75 % av bostadsvärdet och med amorteringar på upp till 40 år. Lånen var ouppsägbara från kreditkassans sida. Regeringen utsåg två av styrelsens medlemmar med bostadskreditföreningarna utsåg mellan 4 och 6 av de övriga. 
1969 slogs Svenska bostadskreditkassan samman med Konungariket Sveriges stadshypotekskassa.